# HIPO
A HIPO-hadtest (dánul: HIPO-korpset) egy dán segédrendészeti alakulat, amelyet a német Gestapo hozott létre 1944. szeptember 19-én, amikor a dán polgári rendőrséget feloszlatták, és tisztjeinek többségét letartóztatták és németországi koncentrációs táborokba deportálták . A HIPO tagjainak többségét a dán náci kollaboránsok soraiból toborozták. A HIPO szó a német Hilfspolizei ("kiegészítő rendőrség") szó rövidítése.
A HIPO célja a Gestapo segítése volt. A HIPO-t a Gestapo alá szervezték, és ahhoz  hasonló módon működött. Néhány tagja egyenruhát viselt, hogy kitűnjön a tömegből, míg mások civil ruhában dolgoztak. Az egyenruhások fekete egyenruhát viseltek, dán rendőrségi jelvényekkel. A HIPO-nak, akárcsak a Gestapónak, megvoltak a saját besúgói. A fő különbség az volt, hogy a Gestapo többsége német volt, akik egy megszállt országban dolgoztak, míg a HIPO hadtest teljes egészében dánokból állt, akik a német megszállóknak dolgoztak.
A háború utolsó telén a HIPO számos tagját megkínozták és meggyilkolták.[pontosabban?] Megtorlásul és figyelmeztetésképpen a hadtest terrorizálta a polgári lakosságot, házakat, gyárakat és még a Tivoli Gardenst is felrobbantotta.
A Lorenzen Csoport, más néven 9c. szakasz, a dánok fegyveres félkatonai csoportja volt, amely a HIPO hadtestnek volt alárendelve.
A háború után a HIPO-ban végzett szolgálat a kollaboracionizmus egyik bűncselekménye volt, amely visszamenőleg súlyos bűncselekménnyé vált. E törvények alapján mintegy két-háromszáz HIPO-tag ellen indult eljárás. Körülbelül egy tucat embert végeztek ki 1946 és 1950 között. Valamivel többen kaptak halálos ítéletet, amelyet később hosszú börtönbüntetésre vagy feltételes szabadságra enyhítettek.

## Bibliográfia
- Matthias Bath: Danebrog gegen Hakenkreuz. Wachholz, 2011,ISBN 978-3-529-02817-5 .
- Erik Haaest: Hipofolk Lorenzen-gruppen – Danske Terrorister i Nazitiden. Documentas 2007.

## Fordítás
Ez a szócikk részben vagy egészben  a   HIPO Corps című angol Wikipédia-szócikk ezen változatának fordításán alapul.  Az eredeti cikk szerkesztőit annak laptörténete sorolja fel. Ez a jelzés csupán a megfogalmazás eredetét és a szerzői jogokat jelzi, nem szolgál a cikkben szereplő információk forrásmegjelöléseként.